# コガタハナサキガエル
コガタハナサキガエル（Odorrana utsunomiyaorum）は、アカガエル科ニオイガエル属に分類されるカエル。

## 分布
日本（石垣島、西表島）固有種。

## 形態
体長オス3.9-4.8cm、メス4.6-5.9cm。背面の皮膚は顆粒状の隆起で覆われる。
四肢はやや短く、後肢を体に沿って前方に伸ばすと足首の関節が眼と鼻孔の間に達する。

## 生態
山地にある渓流の周辺にある常緑広葉樹林に生息する。同所的に分布するオオハナサキガエルより山地の上流域に生息し、低地や河川の中流域以下には生息しない。
昆虫の捕食例がある。
繁殖形態は卵生。2-4月に渓流の浅瀬にある石などに卵を産む。

## 人間との関係
開発による生息地の破壊、人為的に移入されたオオヒキガエルとの競合による生息数の減少が懸念されている。
絶滅危惧IB類 (EN)（環境省レッドリスト）